# Breve cielo
Breve cielo es una película en blanco y negro de drama y romance Argentina dirigida por David José Kohon según su propio guion que se estrenó el 5 de junio de 1969 y que tuvo como protagonistas a Ana María Picchio, Alberto Fernández de Rosa, Beto Gianola y Gloria Raines. Tuvo como título alternativo el de Su primer encuentro.
Por su actuación en este filme Ana María Picchio fue galardonada con el Premio Cóndor de Plata a la mejor actriz en 1970 por la Asociación de Cronistas Cinematográficos de la Argentina en tanto David José Kohon ganó el correspondiente al mejor guion. En el Festival Internacional de Cine de Moscú de 1969 Picchio compartió el Premio de Oro a la mejor actriz con Irina Petrescu por Rautaciosul adolescent (1968) y Kohon fue uno de los candidatos seleccionados  para el Premio de Oro.
En un relevamiento de las 100 mejores películas del cine argentino realizado por el Museo del Cine Pablo Ducrós Hicken en el año 2000, la película alcanzó el puesto 24. En una nueva versión de la encuesta organizada en 2022 por las revistas especializadas "La vida útil", "Taipei" y "La tierra quema", presentada en el Festival Internacional de Cine de Mar del Plata , la película alcanzó el puesto 41.

## Sinopsis
El encuentro circunstancial y posterior desencuentro de Paquito, un tímido joven de clase media que se ocupa del negocio de su tío que se ha ido de vacaciones y  Delia, una chica de su misma edad que se ha escapado de su casa y que piensa ganarse la vida como prostituta. 

## Reparto
- Ana María Picchio
- Alberto Fernández de Rosa
- Beto Gianola
- Gloria Raines
- Zelmar Gueñol
- David Llewellyn
- Mirta Moreno
- Cristina Banegas
- Felipe Méndez
- Remedios Climent
- Carlos Antón
- Tony Vilas

## Comentarios
La revista Visión dijo:

”No hay ternura en el film y sí cierta frialdad que emerge, seguramente, de la condición de observador también del director, como si hubiera dado un paso atrás para no comprometerse humanamente. Esta es precisamente la falla esencial de la película: no comprometerse, surgido de un enfoque más ideológico que humano.”

La revista Gente dijo:

”Convengamos, es un tango en imágenes, pero ¡Qué tango! ¡Bárbaro!”

Literaturanaia Gazeta de Moscú opinó:

”Es muy elogiable el estilo lacónico de la narración cinematográfica… No recurre nunca a situaciones trágicas agudas ni virajes efectistas. La película emociona y sacude al espectador.”

Por su parte, Manrupe y Portela escriben:

”Kohon hizo un relato intimista de la juventud marginada y sus distintas maneras de acercarse al sexo. Un pequeño clásico que significó un lanzamiento de Picchio”